# Goutte de Miel
 'Goutte de Miel ' o también conocido como  'Goutte d'Or' es un cultivar de Higo Común Ficus carica bífera (con dos cosechas por temporada brevas en la primavera-verano, e higos de verano-otoño), cuya epidermis tiene color amarillo dorado. Se cultiva principalmente en Bretaña, la costa atlántica francesa y la Provenza.

## Sinonimia
- „Goutte d'Or“,
- „Goldtropfen“,
- „Dorée“,[4][5]

## Historia
Es una variedad muy antigua descrita por primera vez en 1667 que es muy común en el sur de Francia.

## Características
Los higos Goutte de Miel tienen la piel de color amarillo dorado con carne rosada, melosa y fragante. Es uno de los higos más dulces; como la miel. Cuando los higos están maduros, una gota de azúcar fluye desde la parte inferior del higo e indica que está maduro.
Esta variedad es autofértil y no necesita otras higueras para ser polinizada.
'Goutte de Miel' es una higuera bífera; hay dos períodos de cosecha: el primero a finales de junio y el segundo desde el final de agosto.

## Cultivo
La higuera 'Goutte de Miel' es un árbol pequeño con un tronco torcido. De crecimiento moderado, que  puede alcanzar los 4 metros de altura como de ancho. Esta higuera es muy común en Bretaña y en la costa atlántica de Francia.
La higuera crece bien en suelos secos, fértiles y ligeramente calcáreos, en regiones cálidas y soleadas. La higuera no es muy exigente y se adapta a cualquier tipo de suelo, pero su crecimiento es óptimo en suelos livianos, más bien arenosos, profundos y fértiles. Aunque prefiere los suelos  calcáreos, se adapta muy bien en suelos ácidos. Teme el exceso de humedad y la falta de agua. En estos 2 casos, se producirá el amarilleamiento de las hojas.
La higuera necesita sol y calor. Es un árbol muy resistente al frío (hasta -17 °C). Por debajo de -17 °C, la parte aérea puede ser destruida. En la primavera aparecerán brotes vigorosos (y fruta) si el pie ha sido protegido contra las fuertes heladas mediante un grueso acolchamiento de restos vegetales.